# Marjorie Kinnan Rawlings
Marjorie Kinnan Rawlings (Washington, 8 agosto 1896 – St. Augustine, 14 dicembre 1953) è stata una scrittrice statunitense.

## Biografia
Si laureò in lettere alla University of Wisconsin. Esordì come giornalista e poi, spinta dal marito, si dedicò a scrivere racconti e novelle, senza ottenere successo.
Il suo primo romanzo, intitolato La Luna nascosta, è del 1928, a cui seguì, nel 1935, Le mele d'oro.
Raggiunse il successo con il capolavoro Il cucciolo (The Yearling), vincendo nel 1938 il Premio Pulitzer per il romanzo, che la rese famosa in tutto il mondo. Da questo romanzo è stato tratto il film omonimo interpretato da Gregory Peck.
Pubblicò il suo ultimo romanzo, L'ospite inatteso nel 1953.